# 건영
건영(建榮, 영어: Kunyoung)은 대한민국의 건설 회사다.
모태는 1977년 설립된 '(주)건영주택'이다. 건영주택이 지은 아파트 이름은 '건영맨션'과 '건영아파트'라는 이름을 사용하고 있다.
2006년 LIG그룹으로 인수합병되었으며, 사명이 건영주택에서 LIG건영으로 변경되었으며, 사명이 LIG건영에서 LIG건설로 바뀌었다. LIG그룹에 속해있는 동안 아파트 브랜드는 '리가'(Liga)를 사용하였다.
2010년 LIG한보건설을 합병하였으며, 2011년 법정관리에 들어가 LIG그룹에서 분리되었다.
2015년 현승컨소시움에 인수되면서 회사명이 LIG건설에서 건영으로 환원되었다.